# Тренч
Тренч (слч. Trenč) насељено је мјесто са административним статусом сеоске општине (слч. obec) у округу Лучењец, у Банскобистричком крају, Словачка Република.

## Становништво
| Година:    | 1994. | 2004.    | 2014.    | 2024.    |
| ---------- | ----- | -------- | -------- | -------- |
| Број људи: | 291   | 389      | 473      | 538      |
| Разлика:   |       | +33,67 % | +21,59 % | +13,74 % |

| Година:    | 2023. | 2024.   |
| ---------- | ----- | ------- |
| Број људи: | 540   | 538     |
| Разлика:   |       | -0,37 % |

Према подацима о броју становника из 2011. године насеље је имало 482 становника.